# Trent Navigation

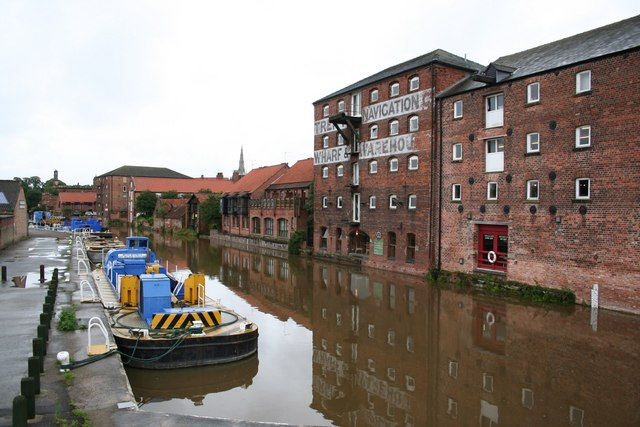
Rivière Trente, juillet 2021

La Trent Navigation désigne l'entreprise lancée dès 1699 pour rendre accessible au transport fluvial toute l'année la rivière du même nom, dans la région anglaise des Midlands et de Nottingham, par une série de travaux de canalisations et d'aménagements.
Par une loi de 1699, le parlement anglais autorisa William Paget, propriétaire de mines de charbon dans la région, à entreprendre ces travaux sur une portion de rivière, lui donnant même le droit de lever jusqu'à 600 sterling auprès des habitants de la région. En 1714 il avait lui-même investi environ 500 sterling dans le projet. Cette procédure d'autorisation de collecte était plutôt exceptionnelle, le parlement fixant d'habitude un financement par des obligations avec un plafond de taux d'intérêt.
En 1675, la Trent était navigable jusqu'à Nottingham et la corporation des marchands s'opposa à de nouveaux travaux. La loi de 1699 précisait que ni quai ni entrepôt pouvait être construit sans l'autorisation des commissionnaires, ce qui amena Lord William Paget à poursuivre George Hayne, le propriétaire d'un des quais, qui s'opposait à ce que l'on en construise un, afin de conserver le monopole du trafic.
Ambassadeur d'Angleterre à Vienne de 1689 à 1692 puis auprès de l'Empire ottoman à Constantinople de 1692 à 1702, période au cours de laquelle il négocia le traité de Karlowitz entre les Ottomans et les Habsbourgs., Lord William Paget céda en 1711 ses droits à George Hayne, qui fit les travaux nécessaires de Nottingham jusqu'à Burton on Trent, ce qui a permis peu après à la navigation de débuter sur cette portion de rivière et stimulé les exportations de Burton Ale.
Des entrepôts à Wilden étaient loués par Leonard Fosbrooke, propriétaire d'un traversier et associé en affaires avec Hayne. Les deux hommes créèrent un monopole pour empêcher le recours à tout autre bateau, allant jusqu'à entraver la circulation sur la rivière.
En 1748, des marchands de Nottingham tentèrent de briser ce monopole en faisant passer leurs marchandises sur des charriots le long de la berge, mais Fosbrooke construisit un barrage, défendu par des mercenaires, malgré une injonction de justice. En 1762, le fils de William Paget transféra ses droits à la Burton Boat Company, mais celle-ci ne parviendra pas à effacer la mauvaise réputation du lieu lorsqu'il fut concurrencé par l'arrivée de canaux utilisant un tracé parallèle.
Le Trent and Mersey Canal fut autorisé par le Parlement en 1766. Sa construction, entre Shardlow et Preston Brook, permit la jonction avec le canal de Bridgewater à partir de 1777. 